# Parc national Arrecife Alacranes
Le parc national Arrecife Alacranes (en espagnol : Parque nacional Arrecife Alacranes) est un parc national du Mexique situé au Yucatán. Le parc, qui a une superficie de 333 768,51 ha, protège l'Arrecife Alacrán, le plus grand récif corallien du Mexique. Le parc a été créé le 6 juin 1994. Il est administré par la Comisión Nacional de Áreas Naturales Protegidas.

## Géographie
La péninsule du Yucatán est une plateforme sédimentaire et un karst du Quaternaire. Il s'agit de la région du Mexique ayant émergé le plus récemment à la suite d'une régression marine. Quant à l'Arrecife Alacrán, les auteurs décrivent le complexe soit comme récif de plateforme ou soit comme un atoll, bien que son origine soit différent du dernier type. Le recif est formé par l'accumulation du corail, particulièrement au Pléistocène et au Crétacé, favorisé par la lente submersion de la péninsule du Yucatán. Ce récif était émergé durant la glaciation du Wisconsinien pour être ensuite submergé à partir d'il y a 11 000 ans pour atteindre le niveau marin actuel il y a 5 000 ans.

## Histoire
Le parc national Arrecife Alacranes a été créée le 6 juin 1994. En 2006, le parc national a été reconnu comme réserve de biosphère. Le parc national a été reconnu comme site Ramsar le 2 février 2008.